# (7530) Mizusawa
(7530) Mizusawa (1994 GO1) – planetoida z pasa głównego asteroid okrążająca Słońce w ciągu 4,25 lat w średniej odległości 2,62 j.a. Odkryta 15 kwietnia 1994 roku.